# Episodi de Il tocco di un angelo (quarta stagione)
La quarta stagione della serie televisiva Il tocco di un angelo, composta da 27 episodi, è stata trasmessa negli Stati Uniti sul canale CBS dal 21 settembre 1997 al 24 maggio 1998.
| nº | Titolo originale              | Titolo italiano               | Prima TV USA      | Prima TV Italia |
| -- | ----------------------------- | ----------------------------- | ----------------- | --------------- |
| 1  | Joe's Return                  | L'eroe                        | 21 settembre 1997 |                 |
| 2  | Great Expectations            | Un figlio perfetto            | 28 settembre 1997 |                 |
| 3  | Nothing But Net               | Il campione                   | 5 ottobre 1997    |                 |
| 4  | Children of the Night         | Nomi da strada                | 12 ottobre 1997   |                 |
| 5  | Jones Vs. God                 | Processo a Dio                | 19 ottobre 1997   |                 |
| 6  | The Pact                      | Il patto                      | 26 ottobre 1997   |                 |
| 7  | Sandcastles                   | Messaggi                      | 2 novembre 1997   |                 |
| 8  | My Dinner with Andrew         | A cena con Andrew             | 9 novembre 1997   |                 |
| 9  | Charades                      | La lista                      | 16 novembre 1997  |                 |
| 10 | The Comeback                  | Sotto il cielo di Broadway    | 23 novembre 1997  |                 |
| 11 | Venice                        | Venezia                       | 7 dicembre 1997   |                 |
| 12 | It Came Upon a Midnight Clear | Quel Natale del 1909          | 21 dicembre 1997  |                 |
| 13 | Deconstructing Harry          | Harry a pezzi                 | 4 gennaio 1998    |                 |
| 14 | The Trigger                   | Sorelle                       | 11 gennaio 1998   |                 |
| 15 | Doodlebugs                    | Una voce al telefono          | 18 gennaio 1998   |                 |
| 16 | Redeeming Love                | Verso l'inferno               | 1º febbraio 1998  |                 |
| 17 | Flights of Angels             | Camminerò con te              | 1º marzo 1998     |                 |
| 18 | Breaking Bread                | Il pane del profeta           | 8 marzo 1998      |                 |
| 19 | God & Country                 | Soldati                       | 15 marzo 1998     |                 |
| 20 | How Do You Spell Faith?       | Le parole per dirlo           | 29 marzo 1998     |                 |
| 21 | Seek and Ye Shall Find        | La forza del perdono          | 5 aprile 1998     |                 |
| 22 | Cry and You Cry Alone         | Cosa fa ridere Dio            | 12 aprile 1998    |                 |
| 23 | Perfect Little Angel          | Bugie                         | 26 aprile 1998    |                 |
| 24 | Elijah                        | Pasqua ebraica                | 3 maggio 1998     |                 |
| 25 | Last Dance                    | Un conto in sospeso           | 10 maggio 1998    |                 |
| 26 | The Spirit of Liberty Moon    | La luna della libertà (1a p.) | 17 maggio 1998    |                 |
| 27 | The Spirit of Liberty Moon    | La luna della libertà (2a p.) | 24 maggio 1998    |                 |

## L'eroe
- Titolo originale: Joe's Return
- Diretto da: Tim Van Patten
- Scritto da: E.F. Wallengren e Mimi Schmir

### Trama
Joe Greene, mentre guida, si innervosisce e riesce a far cadere la macchina davanti a lui in un burrone. Joe scende nel burrone per vedere chi c'era nell'auto: un ragazzino e suo padre. L'uomo riesce a salvare solo il ragazzo, che viene portato all'ospedale, e lì sua madre, la signora Mills è disperata. L'assassino mente e dice alla signora di essere innocente. Pochi giorni dopo Joe rischia di nuovo un incidente d'auto, ma a quel punto interviene Tess che lo ferma e gli dice di andare in ospedale e di raccontare la verità.
In ospedale, Joe incontra Monica che si rivela a lui e lo aiuta a dire la verità. Ma la signora Mills è furiosa quando scopre la verità, ma alla fine riesce a trovare coraggio e forza per perdonarlo.

## Un figlio perfetto
- Titolo originale: Great Expectations
- Diretto da: Tim Van Patten
- Scritto da: Christine Pettit, Rosanne Welch, Mary Siversten e Lynn Wing

### Trama
Gli angeli devono occuparsi di Bill McNabb, un uomo che lavora in un bar e che tra pochi giorni diventerà padre. Mentre Andrew, per tenere la situazione sotto controllo, si fa assumere nel bar, Bill e sua moglie Joann vanno dal dottore, e lì scoprono che il loro bambino avrà la Sindrome di Down. Scoperta la notizia, Bill è contrario ad avere il bambino, e spiega alla moglie che è stato un errore di Dio. Ma Joann decide di tenere il bambino e di frequentare una scuola per le donne incinte. In questa scuola trova Monica, che prova ad aiutarla, ma le cose peggiorano quando nel bar, un ragazzo Down, Taylor, fa cadere per sbaglio alcuni piatti. Quando Joann entra nel bar, avviene una rapina, e la donna viene ferita e rischia di morire. Una volta all'ospedale gli angeli si rivelano, compreso Taylor, e spiegano a Bill che il figlio che avranno non è un errore, è un umano come tutti. Il bambino nasce e la famiglia torna ad essere felice.

## Il campione
- Titolo originale: Nothing But Net
- Diretto da: Victor Lobl
- Scritto da: Daniel H. Forer e R.J. Colleary

### Trama
Monica, Tess, Andrew e un nuovo angelo, Ruth, si occupano di Darnell, un ragazzo di 14 anni che ha come idolo un giocatore di basket molto sgarbato e furioso, E.Z. Darnell e i suoi amici imitano il carattere del giocatore, e per questo rischiano di farsi male. Perciò gli angeli provano a far capire al giovane ragazzo che sta sbagliando. Intanto Darnell vince un concorso per trascorrere un'intera notte al fianco di E.Z., e lì vede che il lottatore perde 100000 $ in un casinò. A quel punto, due uomini del casinò spiegano a E.Z. che se non perderà la prossima partita di basket, morirà. Il giocatore alla fine vince la partita, ma successivamente tratta male il giovane Darnell che scappa via, mentre i due uomini del casinò entrano negli spogliatoi per uccidere E.Z.
A questo punto gli angeli si rivelano e aiutano E.Z. a salvarsi, e alla fine il giocatore e il giovane ragazzo si incontrano e scoprono insieme che Dio li ama.

## Nomi da strada
- Titolo originale: Children of the Night
- Diretto da: Victor Lobl
- Scritto da: Suzonne Stirling

### Trama
Monica e il resto degli angeli, compreso Rafel, si occupano di un gruppo di ragazzi scappati da casa, che sono diventati come una famiglia. A questo gruppo si inserisce anche un'altra ragazza, Ally. I ragazzi sono ospitati in un vecchio magazzino, ma quando il cibo finisce, sono costretti a trovare una soluzione, così China, una del gruppo, decide di prostituirsi. Monica si avvicina a China e le chiede di parlare, ma la ragazza le dà appuntamento per il giorno successivo. L'angelo aspetta China in un bar, ma quando la ragazza non arriva, Monica va a cercarla, ma si rende conto che alcuni uomini l'hanno uccisa. Monica è distrutta e dichiara di non essere un buon angelo. Intanto Andrew si rivolge agli altri componenti del gruppo rimasto, e spiega che non possono continuare a vivere così, e che devono tornare dalle loro famiglie. Il gruppo segue il consiglio di Andrew, e Monica impara che non sempre c'è un lieto fine

## Processo a Dio
- Titolo originale: Jones Vs. God
- Diretto da: Sandor Stern
- Scritto da: Ken LaZebnik

### Trama
In un piccolo paese nel South Dakota, abita un uomo chiamato Justinian Jones, disperato perché il suo raccolto sta andando in rovina, a causa della siccità. Un giorno, entrato in un negozio del barbiere, spiega che è colpa di Dio se da settimane la pioggia non cade. Così il signor Jones decide di sfidare Dio in un regolare processo. Le persone sono sbalordite perché non riescono a capire come Dio potrebbe testimoniare in un processo. Quando si ritrovano dentro il tribunale, a difendere Dio c'è Tess insieme a Monica, che rivela subito che è un angelo inviato dal Signore.
Il signor Jones chiede a Monica di andare da Dio a chiedergli di far scendere la pioggia, ma la risposta del signore è “No”. A quel punto il processo viene sospeso e Monica, fuori dal tribunale mostra i suoi poteri a Jones, che scopre di essersi sbagliato e così incomincia a pregare. Quando viene compiuto quel gesto, incomincia a scendere la pioggia, e tutta la città organizza una festa.

## Il patto
- Titolo originale: The Pact
- Diretto da: Bethany Rooney
- Scritto da: Jennifer Wharton e Melissa Milne; sceneggiatura di Jennifer Wharton

### Trama
Monica, Tess, Andrew e Rafael dirigono il campeggio per ragazze teenager affette dall'HIV. L'intenzione degli angeli è quella di placare le paure delle giovani ragazze, in modo che possano continuare la loro vita senza preoccupazioni. Ma i guai arrivano quando una ragazza, Erin, suggerisce a tutte le altre di fare un patto: si suicideranno insieme, in modo da non soffrire più.
Alcune ragazze rubano dei medicinali dall'infermeria, in modo da prenderli tutti insieme, così da creare una reazione che le farà morire.
La sera in cui decidono di suicidarsi, gli angeli si rivelano a loro, spiegando che non possono togliersi la vita, perché ancora hanno molte cose da fare. Così le ragazze ci ripensano, e decidono di continuare la loro vita.

## Messaggi
- Titolo originale: Sandcastles
- Diretto da: Victor Lobl
- Scritto da: Burt Pearl

### Trama
Monica e Rafael prendono un giorno di vacanza e vanno al mare. Lì però trovano un messaggio in una bottiglia di qualcuno che chiede aiuto

## A cena con Andrew
- Titolo originale: My Dinner with Andrew
- Diretto da: Gabrielle Beaumont
- Scritto da: Martha Williamson

### Trama
Per una serie di coincidenze e malintesi Andrew si trova suo malgrado ad essere scelto come scapolo d'oro e una serata trascorsa con lui è il premio di un'asta di beneficenza che raccoglie fondi per la ricerca contro il cancro. Due ricercatrici: Kate e Beth, si contendono la sua compagnia a suon di dollari. Alla fine la spunta Kate Calder alla quale però non interessa il premio ma è solo soddisfatta di averlo strappato alla sua collega nonché rivale Beth. Spinto da Tess che sostiene che è necessario che la vincitrice del premio vada a cena con lui, Andrew convince Kate e viene creato per l'occasione un ristorante di lusso chiamato Chez Tess dove Tess cucina e Monica serve in sala. In questo episodio rivediamo un altro angelo della morte apparso nella prima serie per alcuni episodi: Adam. Egli spiega ad Andrew la necessità di questa cena perché Kate morirà entro la notte e la presenza di Andrew è necessaria per prepararla. Durante la cena si crea una notevole complicità tra i due e Kate, nonostante la iniziale diffidenza, confida ad Andrew di essere malata di leucemia e che con le cure appropriate vivrà ancora cinque anni e che è riuscita a fare una importante scoperta nell'ambito della ricerca che sta conducendo. È molto soddisfatta perché anche se non vivrà a lungo il suo nome rimarrà nella storia come colei che ha scoperto la cura di una grave malattia, per questo non desidera condividere il merito con nessuno. A questo punto Andrew le rivela di essere un angelo inviatogli da Dio per prepararla al fatto che la sua vita terminerà quella notte stessa. Convincere Kate di questa cosa non è semplice essendo lei una ricercatrice che ha fede solo nella scienza. Rimane comunque sconvolta quando un altro cliente del ristorante, entrato per caso, a causa della sua voracità, rischia di soffocare e in quei momenti riconosce Andrew come Angelo della morte e le rivela di essersi sentito al sicuro e non spaventato nonostante stesse per morire. Kate scappa via ed Andrew vorrebbe rincorrerla ma Tess gli dice che non è ancora pronta per ascoltarlo. Kate si rifugia nel suo laboratorio e tenta di aprire la cassaforte dove conserva i risultati della sua ricerca ma sbaglia la combinazione bloccandone l'apertura per 12 ore. Appare di nuovo Andrew che le fa capire che se non condividerà entro poche ore la sua scoperta con qualcuno dei suoi colleghi, il suo lavoro sarà stato inutile e molti malati non potranno avere la cura adatta. Dopo aver aperto una bottiglia di champagne tenuta da parte per una grande occasione, accompagnata da Andrew, si reca a casa di Beth per confidarle le sue scoperte in merito alla ricerca in modo che questa possa continuare dopo che lei non ci sarà più. Arrivata sul posto si rende conto che Beth è rimasta intossicata dal monossido di carbonio e le salva la vita chiamando i soccorsi. Si scopre quindi che non era Kate a dover morire quella notte ma Beth, la quale avrebbe dovuto vincere l'asta e andare a cena con Andrew se Kate non si fosse intromessa. L'incontro con Andrew ha cambiato comunque Kate che, nonostante abbia ancora tempo per proseguire con la sua ricerca e prendersene tutto il merito, sceglie di condividere le sue scoperte e chiede a Beth di lavorare insieme. La puntata si chiude con Andrew che sostiene che Dio non ha fatto alcun errore di persona quella notte ma che anzi ha salvato due vite e che quando arriverà anche per Kate l'ora di morire sarà di nuovo invitata a cena da Andrew.

## La lista
- Titolo originale: Charades
- Diretto da: Victor Lobl
- Scritto da: Glenn Berenbeim

### Trama
Quando viene offerto un premio alla memoria a suo padre, un attore di Hollywood degli anni 50, Libby scopre delle verità sul suo conto

## Sotto il cielo di Broadway
- Titolo originale: The Comeback
- Diretto da: Sandor Stern
- Scritto da: Kenny Solms

### Trama
Lilian Blain è il tipo di persona che ha fiducia nei segni, nei presagi, nelle monetine portafortuna. Ci sono tante persone superstiziose in teatro. 30 anni prima lei era un personaggio di Broadway: c'è un cuore infranto per ogni luce di Broadway e tra questi c'è quello di Lilian. In questo episodio il compito dei nostri angeli è di riconciliare due amiche del passato attraverso la verità e far comprendere ad una di loro, Lilian, che non sono le superstizioni ma l'amore di Dio a rendere bella e fortunata un'esistenza. Allison è la figlia trentenne di Lilian che da circa dieci anni sta aspettando la grande occasione per sfondare nel mondo del musical a Broadway senza molto successo. In città arriva la madre per ricordarle che il tempo per i sogni di gloria sta scadendo e metterla in guardia contro le inevitabili delusioni che il mondo dello spettacolo regala continuamente, ma Alison non vuole mollare e viene convocata per il provino di uno spettacolo al Teatro Capital. Andrew veste i panni del regista dello show mentre Monica, accompagnata da Tess, partecipa anch'essa al provino. Inaspettatamente, a causa di un brutto raffreddore, Monica canta benissimo e viene scelta come coprotagonista, Alison sarà la sua sostituta e potrà andare in scena solo in caso Monica non potesse farlo. La vera stella dello spettacolo, nonché la protagonista, è Amanda Revere. Iniziano le prove e tutti sono letteralmente rapiti dalla bravura e dalla presenza scenica di Amanda, in modo particolare Alison e questo provoca un po' di gelosia nella madre Lilian. Quando Amanda si accorge che Monica è raffreddata si rifiuta di provare con lei temendo a sua volta di ammalarsi. Monica viene sostituita, finché non starà meglio, da Alison. Tra quest'ultima e Amanda nasce una buona intesa infatti anche Amanda ha iniziato la sua carriera facendo la sostituta. Le prove vanno avanti, il raffreddore di Monica non accenna a migliorare, Lilian prepara la minestra preferita da Alison: brodo di pollo con le stelline, ma non ha il coraggio di entrare in teatro così ci pensa Tess ad incoraggiarla. In teatro molti si ricordano di lei perché 30 anni prima era molto conosciuta nell'ambiente e con grande sorpresa di Alison, che non ne sapeva nulla, anche Amanda la riconosce e ammette che, oltre ad essere care amiche, Alison era una vera e propria stella nascente e sarebbe certamente diventata famosa se il giorno della Prima non fosse stata colta dal panico e non fosse mai entrata in scena. Amanda in quella occasione la sostituì iniziando a sua volta una luminosa carriera nel mondo dello spettacolo. Monica intanto, beve un po' della minestra di Lilian e guarisce dal raffreddore, dunque la sostituta non è più necessaria, Alison è estremamente delusa e cerca spiegazioni su tante cose che non riesce a comprendere della madre. Lilian finalmente le racconta che 30 anni prima era lei la prima attrice di quello spettacolo e che per tutta la durata delle prove aveva ricevuto ogni sera un mazzo di rose gialle portafortuna da un ammiratore segreto, ma non la sera della prima e poco prima di andare in scena Amanda le aveva raccomandato di non guardare nella buca del suggeritore in quanto si raccontava che fosse stregata; già allora schiava delle superstizioni si era fatta prendere dal panico e non era riuscita a cantare e in quella occasione fu Amanda a sostituirla ma Lilian non ebbe mai più il coraggio di salire su di un palcoscenico. È il momento delle ultime prove per Monica ma tutti si accorgono che insieme al raffreddore se ne è andata anche la bella voce e non è proprio possibile farla esibire: è arrivata la grande occasione di Allison. Lilian non se la sente di assistere alla Prima amareggiata dai brutti ricordi e dai rimpianti, ma prima di recarsi alla stazione passa in teatro per lasciare un mazzo di rose gialle al custode affinché le consegni a sua figlia. Così viene a sapere che le rose gialle che lei aveva ricevuto anni addietro non venivano da un ammiratore segreto ma dalla stessa Amanda che sapendo perfettamente l'effetto che avrebbe avuto su di lei, non solo non le aveva mandato le rose la sera della prima, ma le aveva anche raccontato una storia totalmente inventata sulla buca del suggeritore, tutto per poter prendere il suo posto nello show. Infuriata si reca nel camerino di Amanda, le due hanno una discussione; Amanda perde la voce e Lilian sbattendo la porta si reca alla stazione per tornare a casa. Amanda è disperata, non potrà mai cantare in quelle condizioni e inizia a farfugliare preghiere e a patteggiare con Dio; è la volta di Monica che le appare quale veramente è: un angelo mandato da Dio per ricordarle cosa è davvero importante, per dirle che Lui la ama nonostante non abbia delle buone recensioni. "Dio non vuole i tuoi premi e le cose a cui tu tieni tanto: denaro, fama, successo perché il suo nome è Santo e già grande, egli sta provando ad aiutarti, ciò che vuoi, la tua voce, non è ciò di cui hai bisogno. Dio conosce il tuo talento, è un suo dono, Lui sa chi sei, sa che hai lavorato moltissimo ma anche che hai buttato via tutto ciò che Lui ti aveva dato: amore, matrimonio, figli, persino l'amicizia. Porti la gioia a milioni di persone ma non ne hai per te stessa: la gioia di sentirti un essere umano, di dare e ricevere amore. Per tutta la vita hai usato le persone per raggiungere i tuoi scopi, questa è la tua occasione di dimostrare carattere anziché interpretarlo aiutando una delle persone che hai rovinato: Lilian; si è sentita una fallita per tutta la vita ed anche sua figlia la vede così. Anche a lei Dio aveva dato talento par ballare e cantare ma ha avuto paura e si è spenta. Dio vuole che tu la aiuti finalmente a brillare!" Amanda comprende i suoi errori e cerca di rimediare: per prima cosa confessa ad Alison il suo inganno nei confronti della madre e poi chiede perdono a Lilian che Tess è riuscita a riportare in teatro dalla stazione. Amanda ammette finalmente che Lilian era la migliore e Lilian si riconcilia finalmente con il suo passato e con Amanda. Grazie ad un sorso della "miracolosa" minestra di Lilian, Amanda riacquista la voce ma fa cantare a Lilian la canzone di inizio dello Spettacolo e quest'ultima, dopo una iniziale timidezza e senza più la paura di guardare nella buca del suggeritore, dove c'è Tess ad incoraggiarla, dimostra finalmente tutto il suo talento.

## Venezia
- Titolo originale: Venice
- Diretto da: Gabrielle Beaumont
- Scritto da: R.J. Colleary

### Trama
Annie Doyle è una donna anziana, odiata da tutto il suo paese perché è sospettata di aver ucciso suo marito molti anni fa. Monica è stata scelta per aiutarla e starle vicino, anche se non sarà molto facile a causa del suo carattere.
Mentre il giovane Angelo fa il suo lavoro, Annie le confessa che il sogno della sua vita è visitare Venezia, e un giorno riuscirà a far avverare il suo desiderio.
Ma Annie si dispera quando si accorge che la sua vista sta scomparendo. Monica è confusa ma cerca ugualmente di scoprire la verità sulla morte del marito.
La giovane donna, in chiesa, finalmente rivela la verità: lei e suo marito Tommy fecero un incidente con la macchina, ma l'uomo decise di fingere la sua morte per avere i soldi dall'assicurazione. Così Tommy scappò via, ma intanto si trovò una nuova ragazza e andò a vivere a Venezia.
Scoperta la verità, gli abitanti del paese chiedono scusa ad Annie, e inoltre Dio le concede il dono della vista per qualche minuto, in modo da poter vedere la sua amata Venezia.

## Quel Natale del 1909
- Titolo originale: It Came Upon a Midnight Clear
- Diretto da: Michael Schultz
- Scritto da: Ken LaZebnik

### Trama
Wayne si infuria con Joey quando quest'ultimo rompe un ornamento dell'albero di Natale.

## Harry a pezzi
- Titolo originale: Deconstructing Harry
- Diretto da: Burt Brinckerhoff
- Scritto da: Burt Pearl

### Trama
Due donne si contendono le ceneri di un uomo amato da entrambe che non è riuscito a fare una scelta.

## Sorelle
- Titolo originale: The Trigger
- Diretto da: Peter H. Hunt
- Scritto da: Rosanne Welch e Christine Pettit

### Trama
Due sorelle si ritrovano a fare i conti con la violenza prima di un padre e poi di un marito apparentemente normale.

## Una voce al telefono
- Titolo originale: Doodlebugs
- Diretto da: Terrence O'Hara
- Scritto da: Ken LaZebnik

### Trama
Dopo la morte di sua moglie, Erskine è un uomo che ha perso speranza. Intanto suo figlio Andy ha paura di morire di cancro come la madre.
Un giorno, in una cabina telefonica, squilla il telefono e risponde un giovane ragazzo, che afferma che era Dio a parlare in quel telefono. Il ragazzo racconta il “miracolo” ad altre persone, e tutte accorrono alla cabina, aspettando altre chiamate da parte di “Dio”.
Una donna chiamata Sis viene convinta da “Dio” a costruire un bar, e così tutta la città l'aiuta a creare questo edificio.
Ma Tess alla fine scopre chi è il misterioso “Dio” che si nasconde dietro alla cornetta del telefono: Andy. L'angelo spiega ad Andy che non bisogna mentire, ma lui scappa e si rifugia in una chiesa.
Mentre tutti lo cercano, il bar costruito va in fiamme e tutto e perduto. Ma Erskine ritrova suo figlio, e gli spiega che non morirà come sua madre.

## Verso l'inferno
- Titolo originale: Redeeming Love
- Diretto da: Burt Brinckerhoff
- Scritto da: Marilyn Osborn e Kathleen McGhee-Anderson

## Camminerò con te
- Titolo originale: Flights of Angels
- Diretto da: Peter H. Hunt
- Scritto da: Sally Storch Bunkall e Sally Howell; sceneggiatura di Ken LaZebnik

### Trama
Richard è un pittore al quale è stato diagnosticato un male che non gli permetterà di ultimare un quadro, ma al quale sarà concesso di dire addio ai suoi cari.

## Il pane del profeta
- Titolo originale: Breaking Bread
- Diretto da: Peter H. Hunt
- Scritto da: Burt Pearl

### Trama
Matt è testimone di un'aggressione di due giovani bianchi a due uomini di colore e per paura non dirà niente a nessuno. Tess gli comunica di essere stato scelto da Dio come profeta per cacciare via il diavolo arrivato a seminare odio e violenza.

## Soldati
- Titolo originale: God & Country
- Diretto da: Bethany Rooney
- Scritto da: R.J. Colleary e Glenn Berenbeim

## Le parole per dirlo
- Titolo originale: How Do You Spell Faith?
- Diretto da: Bethany Rooney
- Scritto da: Michael Glassberg

### Trama
Un difficile rapporto tra madre e figlio, appassionato di parole, ma con le quali non riesce a comunicare.

## La forza del perdono
- Titolo originale: Seek and Ye Shall Find
- Diretto da: Victor Lobl
- Scritto da: Glenn Berenbeim

### Trama
In una piccola città del Mississippi, Monica è pronta ad aiutare una persona, ma scivola accidentalmente sul ghiaccio e finisce per perdere la memoria. Così viene accompagnata in un piccolo locale lì vicino, dove un ex dottore la visita e dice che sarà solo un problema temporaneo. Si scopre che il dottore aspetta un autobus che lo porterà in una prigione dove verrà giustiziato l'assassino di sua moglie. Intanto Monica stringe amicizia con la proprietaria del locale, Effie, che desidera da tanto tempo visitare la Terra Santa. Nel locale arriva un prete che finge di dare buoni consigli, mentre ruba del denaro e alla fine riesce a far incolpare Monica, che viene accusata di furto. Prima che lo sceriffo porta via Monica, Effie dice alcune parole che fanno tornare la memoria al giovane Angelo. Dopo aver riacquistato la memoria, e aver ringraziato Effie, Monica appare nella prigione e convince l'ex dottore a non provare più vendetta per quell'assassino che ormai ha capito la sua colpa.

## Cosa fa ridere Dio
- Titolo originale: Cry and You Cry Alone
- Diretto da: Gene Reynolds
- Scritto da: R.J. Colleary

### Trama
Un duo di comici, Pepper & Salt, che per diverso tempo hanno fatto ridere migliaia di spettatori all'improvviso litigano e sciolgono il duo dopo che Salt decide di andarsene. Dopo trent'anni gli angeli fanno sì che si rivedano, per dire la verità sul motivo per il quale andò via e cioè che ha una malattia al cuore che non gli permetteva di continuare questo lavoro per l'ansia e lo stress che esso comporta.

## Bugie
- Titolo originale: Perfect Little Angel
- Diretto da: Terrence O'Hara
- Scritto da: Susan Cridland Wick, Ann Elder e Jeannine Tree; sceneggiatura di Susan Cridland Wick

### Trama
Due giovani decidono di sposarsi alla fine del college. Quando però le loro madri si conosceranno inizieranno i guai.

## Pasqua ebraica
- Titolo originale: Elijah
- Diretto da: Peter H. Hunt
- Scritto da: Glenn Berenbeim

## Un conto in sospeso
- Titolo originale: Last Dance
- Diretto da: Terrence O'Hara
- Scritto da: Jennifer Wharton and R.J. Colleary

## La luna della libertà (1a p.)
- Titolo originale: The spirit of Liberty Moon
- Diretto da: Tim Van Patten
- Scritto da: Martha Williamson

## La luna della libertà (2a p.)
- Titolo originale: The spirit of Liberty Moon
- Diretto da: Tim Van Patten
- Scritto da: Martha Williamson